# Jughead (Comic)
Jughead (auch bekannt als Archie's Pal Jughead) ist eine seit 1949 erscheinende Comicbuchreihe rund um die Archie-Comics-Figur Jughead Jones. Die Figur tauchte erstmals in Pep Comics Nr. 22 (Dezember 1941) auf und erhielt eine eigene Serie ab Januar 1949.

## Geschichte
Jughead tauchte erstmals 1941 in Pep Comics Nr. 22 auf (auch Archies erster Auftritt). Die Reihe Archie's Pal Jughead startete 1949 und zeigte Gastauftritte von Archie und seinen Freunden. Typische Handlungsthemen sind Jugheads Vorliebe für Hamburger, das Ausweichen vor Big Ethel und das Überlisten seines Rivalen Reggie Mantle.
Der Serientitel wurde ab Nr. 122 (Juli 1965) zu Jughead gekürzt, im Impressum blieb der Name bis Nr. 126 (November) bei Archie's Pal Jughead.
In Nr. 325 hatte Cheryl Blossom nach ihrem Debüt in Archie's Girls Betty and Veronica ihren zweiten Auftritt. Die ursprüngliche Serie endete 1987 mit Band Nr. 352.
Ab August 1987 erschien eine zweite Reihe ab Nr. 1, ab Nr. 46 hieß sie wieder Archie's Pal Jughead Comics, wie die erste Serie. In diesem Band erfährt Jughead, dass seine Mutter schwanger ist, und in Nr. 50 wird seine Schwester „Jellybean“ geboren. Die zweite Serie endete 2012 mit Band Nr. 214.
Eine dritte Reihe, die Jughead genannt wird, erschien ab Oktober 2015 im Rahmen der New-Riverdale-Initiative. Autor war Chip Zdarsky und die Zeichnungen waren von Erica Henderson. Ab Ausgabe 7 war Derek Charm Zeichner.

## Sammelbände

### Band 1
| Titel                                | Gesammelte Ausgaben | Veröffentlichungsdatum |
| ------------------------------------ | ------------------- | ---------------------- |
| Archie's Pal Jughead Archives Vol. 1 | Nr. 1–8             | 25. März 2015          |
| Archie's Pal Jughead Archives Vol. 2 | Nr. 9–16            | 15. Juni 2016          |

### Band 3
| Titel          | Gesammelte Ausgaben | Veröffentlichungsdatum |
| -------------- | ------------------- | ---------------------- |
| Jughead Vol. 1 | Nr. 1–6             | 28. Juli 2016          |
| Jughead Vol. 2 | Nr. 7–11            | 16. März 2017          |
| Jughead Vol. 3 | Nr. 12–16           | 16. November 2017      |